# Taxe de publicité foncière
En France, les taxes de publicité foncière recouvrent les impositions indirectes perçues à l'occasion de la publication d'une opération au fichier immobilier. Les plus connues sont perçues à l'occasion d'une vente immobilière. Elles sont également appelées droits de mutation. Elles sont versées au département et à la commune.
Afin de compenser la suppression de la taxe professionnelle, la part qui précédemment revenait à l'État a été transférée au département à compter du premier janvier 2011. À ces taxes s'ajoute un prélèvement au bénéfice de l'administration fiscale pour frais d'assiette et de recouvrement.
Son taux global maximal d'imposition est de 5,81 % du prix d'achat.
Leur assiette est constituée approximativement pour 80 % de mutations de logements, pour 5 % de mutations de terrains et pour 15 % de mutations d'immeubles à usage professionnel. En 2010, leur assiette s'est montée à 285 milliards d'euros et leur produit à 9,9 milliards d'euros. L'assiette des taxes de publicité foncière, par mois, par département et par régime de droits, peut être téléchargée sur le site du Conseil général de l'environnement et du développement durable.
Les droits de mutation à titre onéreux (DMTO) ont rapporté 13 milliards d'euros aux départements en 2019.
La forte croissance de cette ressource fiscale depuis 2000 a contribué au financement des dépenses sociales prises en charge par les collectivités locales (RMI, personnes âgées, handicap) et transférées par l'État dans le cadre de la décentralisation, mais certains s'interrogent sur la pérennité de son niveau actuel.

## Ventes d'immeubles anciens
Les taxes de publicité foncière sont perçues à l'occasion de mutations à titre onéreux de bâtiments de plus de cinq ans ou de terrains à bâtir lorsqu'ils sont destinés par des particuliers à la construction d'habitation. Elles sont calculées sur l'assiette du prix de vente - ou de la valeur vénale du bien si le prix de vente est sous-évalué - et payées par l'acquéreur. Elles se décomposent en :
- une taxe départementale fixée à 3,80 %, à laquelle s'ajoute 2,37 % de frais d'assiette et de recouvrement[8],
- une taxe communale de 1,20 %[8],
- si une hypothèque doit être enregistrée, la contribution de sécurité immobilière de 0,10 % ou au minimum 15 €[8].

Le taux global est donc en théorie 5,09 % (3,80 % + (3,80 % × 2,37 %) + 1,20 %) ou 5,19 % s'il y a hypothèque.  En pratique, il varie d'un département à l'autre et même d'une commune à l'autre, car les conseils départementaux et municpaux peuvent voter d'autres taux, des abattements ou même des exonérations.  À quelques exceptions près (Indre, Morbihan, Mayotte), les départements ont fixé la taxe départementale à 4,50 %, ce qui amène le taux global à 5,81 % (4,50 % + (4,50 % × 2,37 %) + 1,20 %) ou 5,91 % s'il y a hypothèque.

## Autres opérations
Depuis le premier janvier 2011, la taxe est de 0,7 % et est soumise au prélèvement de 2,14 % pour frais d'assiette et de recouvrement, soit un total de 0,715 % pour :
- Les ventes d'immeubles neufs qui supportent déjà la TVA immobilière;
- les inscriptions à la conservation des hypothèques telles les hypothèques;
- Les achats effectués en vue de la revente par un marchand de biens.